# Trigonotylus usingeri
Trigonotylus usingeri är en insektsart som beskrevs av Carvalho 1952. Trigonotylus usingeri ingår i släktet Trigonotylus och familjen ängsskinnbaggar. Inga underarter finns listade i Catalogue of Life.